# 第二基本形式
微分几何中，第二基本形式（second fundamental form）是三维欧几里得空间中一个光滑曲面的切丛上一个二次形式，通常记作 II。与第一基本形式一起，他们可定义曲面的外部不变量，主曲率。更一般地，若在黎曼流形中或洛伦兹流形中，的一个光滑超曲面上，选取了一个光滑单位法向量场，则可定义这样一个二形式。

## R3{\displaystyle \mathbf {R} ^{3}}中曲面

### 引论
{\displaystyle \mathbf {R} ^{3}}中一个参数曲面{\displaystyle S}的第二基本形式由高斯引入。最先假设曲面是两次连续可微函数的像，{\displaystyle z=f(x,y)}，且平面{\displaystyle z=0}与曲面在原点相切。则{\displaystyle f}以及关于{\displaystyle x}和{\displaystyle y}的偏导数在{\displaystyle (0,0)}皆为零。从而{\displaystyle f}在{\displaystyle (0,0)}处的泰勒展开以二次项开始：
{\displaystyle z=f_{xx}{\frac {x^{2}}{2}}+f_{xy}xy+f_{yy}{\frac {y^{2}}{2}}+o(n)}，
记 {\displaystyle L=f_{xx},M=f_{xy},N=f_{yy}}, 则在{\displaystyle (x,y)}坐标中原点处的第二基本形式是二次型：
{\displaystyle Ldx^{2}+2Mdxdy+Ndy^{2}.\,}
对 参数曲面{\displaystyle S}上一个光滑点{\displaystyle p}，总可以选取坐标系使得坐标的 z-平面与{\displaystyle S}切于{\displaystyle p}，然后可以相同的方式定义第二基本形式。

### 经典记号
一个一般参数曲面的第二基本形式定义如下。设{\displaystyle \mathbf {r} =\mathbf {r} (u,v)} 是{\displaystyle \mathbf {R} ^{3}}中一个正则参数曲面，这里{\displaystyle \mathbf {r} }是两个变量的光滑向量值函数。通常记{\displaystyle \mathbf {r} }关于{\displaystyle u}和{\displaystyle v}的偏导数为{\displaystyle \mathbf {r} _{u}}与{\displaystyle \mathbf {r} _{v}}。参数化的正则性意味着{\displaystyle \mathbf {r} _{u}}与{\displaystyle \mathbf {r} _{v}}对{\displaystyle \mathbf {r} }的定义域中任何{\displaystyle (u,v)}是线性无关的。等价地，叉积{\displaystyle \mathbf {r} _{u}\times \mathbf {r} _{v}}是曲面的一个非零法向量。参数化这样就定义了一个单位法向量场{\displaystyle \mathbf {n} (u,v)}：
{\displaystyle \mathbf {n} ={\frac {\mathbf {r} _{u}\times \mathbf {r} _{v}}{|\mathbf {r} _{u}\times \mathbf {r} _{v}|}}.}
第二基本形式通常写成
{\displaystyle \mathrm {II} =Ldu^{2}+2Mdudv+Ndv^{2},\,}
在基{\displaystyle \{\mathbf {r} _{u},\mathbf {r} _{v}\}}下的矩阵是
{\displaystyle {\begin{bmatrix}L&M\\M&N\end{bmatrix}}.}
在参数化 uv-平面上一个给定点处系数{\displaystyle L}, {\displaystyle M}, {\displaystyle N}由{\displaystyle \mathbf {r} }在那个点的二次偏导数到{\displaystyle S}的法线上投影给出，利用点积可计算如下：
{\displaystyle L=\mathbf {r} _{uu}\cdot \mathbf {n} ,\quad M=\mathbf {r} _{uv}\cdot \mathbf {n} ,\quad N=\mathbf {r} _{vv}\cdot \mathbf {n} .}

### 现代记法
一个通常曲面{\displaystyle S}的第二基本形式定义如下：设{\displaystyle \mathbf {r} =\mathbf {r} (u^{1},u^{2})}是{\displaystyle \mathbf {R} ^{3}}中一个正则参数曲面，这里{\displaystyle \mathbf {r} }是两个变量的光滑向量值函数。通常记{\displaystyle \mathbf {r} }关于{\displaystyle u^{\alpha }}的偏导数为{\displaystyle \mathbf {r} _{\alpha }}，{\displaystyle \alpha =1,2}。参数化的正则性意味着{\displaystyle \mathbf {r} _{1}}与{\displaystyle \mathbf {r} _{2}}在{\displaystyle \mathbf {r} }的定义域上是线性无关的，从而在每一点张成{\displaystyle \mathbf {S} }的切空间。等价地，叉积{\displaystyle \mathbf {r} _{1}\times \mathbf {r} _{2}}是曲面的一个非零法向量。这样参数化定义了一个单位法向量场{\displaystyle \mathbf {n} }： 
{\displaystyle \mathbf {n} ={\frac {\mathbf {r} _{1}\times \mathbf {r} _{2}}{|\mathbf {r} _{1}\times \mathbf {r} _{2}|}}}
第二基本形式通常写作
{\displaystyle \mathrm {II} =b_{\alpha \beta }du^{\alpha }du^{\beta }}
上式使用了爱因斯坦求和约定。
在参数{\displaystyle (u^{1},u^{2})}-曲面给定点处系数{\displaystyle b_{\alpha \beta }}由{\displaystyle \mathbf {r} }的二次偏导数到{\displaystyle S}的法线的投影给出，利用点积可写成：
{\displaystyle b_{\alpha \beta }=\mathbf {r} _{\alpha \beta }\cdot \mathbf {n} }

## 黎曼流形中的超曲面
在欧几里得空间中，第二基本形式由
{\displaystyle I\!I(v,w)=\langle d\nu (v),w\rangle }
给出，这里 {\displaystyle \nu } 是高斯映射，而 {\displaystyle d\nu } 是 {\displaystyle \nu } 的微分视为一个向量值微分形式，括号表示欧几里得空间的度量张量。
更一般地，在一个黎曼流形上，第二基本形式是描述一个超曲面形算子（记作{\displaystyle S}）的等价方法，
{\displaystyle \mathrm {I} \!\mathrm {I} (v,w)=\langle S(v),w\rangle =-\langle \nabla _{v}n,w\rangle =\langle n,\nabla _{v}w\rangle ,}
这里 {\displaystyle \nabla _{v}w} 表示周围空间的共变导数，{\displaystyle n}超曲面上一个法向量场。如果仿射联络是无挠的，则第二基本形式是对称的。
第二基本形式的符号取决于{\displaystyle n}的方向的选取。（这称为曲面的余定向，对欧几里得空间中的曲面，等价于给定曲面的一个定向）。

### 推广为任意餘维数
第二基本形式可以推广到任意餘維數。在这种情形下，它是切空间上取值于法丛的一个二次型，可以定义为
{\displaystyle \mathrm {I} \!\mathrm {I} (v,w)=(\nabla _{v}w)^{\bot },}
这里 {\displaystyle (\nabla _{v}w)^{\bot }} 表示共变导数 {\displaystyle \nabla _{v}w} 到法丛的正交投影。
在欧几里得空间中，子流形的曲率张量可以描述为下列公式：
{\displaystyle \langle R(u,v)w,z\rangle =\langle \mathrm {I} \!\mathrm {I} (u,z),\mathrm {I} \!\mathrm {I} (v,w)\rangle -\langle \mathrm {I} \!\mathrm {I} (u,w),\mathrm {I} \!\mathrm {I} (v,z)\rangle .}
这叫做高斯方程，可以视为高斯绝妙定理的推广。在一个标准正交基中第二基本形式的本征值，是曲面的主曲率。一组正交规范本征向量称为主方向。
对一般的黎曼流形必须添加周围空间的曲率；如果{\displaystyle N}是嵌入黎曼流形{\displaystyle (M,g)}中一个流形，则{\displaystyle N}在诱导度量下的曲率张量 {\displaystyle R_{N}} 可以用第二基本形式与{\displaystyle M}的曲率张量 {\displaystyle R_{M}} 表示出来：
{\displaystyle \langle R_{N}(u,v)w,z\rangle =\langle R_{M}(u,v)w,z\rangle +\langle \mathrm {I} \!\mathrm {I} (u,z),\mathrm {I} \!\mathrm {I} (v,w)\rangle -\langle \mathrm {I} \!\mathrm {I} (u,w),\mathrm {I} \!\mathrm {I} (v,z)\rangle .}